# 加藤貞行
加藤 貞行（かとう さだゆき、1947年8月5日 - ）は、日本の実業家。北海道網走郡女満別町出身。
株式会社フォトラボ オクダ代表取締役社長、特定非営利活動法人 大和シルフィード・スポーツクラブ アカデミー理事長、大和シルフィード株式会社 取締役会長。

## 略歴
東京都千代田区飯田橋の株式会社奥田写真に入社。静岡県、千葉県への転勤を経て、神奈川県大和市にある支社、株式会社奥田写真大和現像所の所長に就任。同時に本社営業部の部長にも就任し、これを機に神奈川県大和市に永住。同社DPE事業部門を分離子会社化するにあたり、その新会社の代表取締役社長に就任する。次女が少年女子サッカーチームへ入団したことをきっかけに、女子サッカーとの関わりが始まる。神奈川県大和市の林間サッカークラブ内「林間SCレモンズ」へ設立当初から関わり、コーチ、監督、代表を務める。在任中に入団所属していた、川澄奈穂美、上尾野辺まぐみは後に日本を代表する選手へと成長し、女子ワールドカップ優勝の快挙に大いに貢献した。
非営利活動法人大和シルフィード・スポーツクラブアカデミーを設立し、理事長に就任。
2020年には大和シルフィード株式会社を設立し取締役会長に就任した。
このような、女子サッカー界における貢献に対し、公益財団法人日本サッカー協会(田嶋幸三会長)から功労表彰が贈られた。
2024年には大和シルフィード株式会社、前社長の大多和氏の経営方針に異を唱え、パワハラ、モラハラを繰り返し、訴えられる直前であった。その影響もあり大多和氏は退任し、後任に橋本現社長が就いた。橋本氏は自身以外の経営陣の退陣を迫ったが、願いは受け入れられていないのが現状である。